# Pyroderus scutatus
Il corvo beccafrutta golarossa (Pyroderus scutatus (Shaw, 1792)) è un uccello passeriforme della famiglia Cotingidae, unica specie ascritta al genere Pyroderus Gray, 1840.

## Etimologia
Il nome scientifico del genere, Pyroderus, contiene il prefissoide greco πῦρ (pyr, fuoco), mentre quello della specie, scutatus, deriva dal latino e significa "munito di scudo", in riferimento alla forma della macchia rossa su gola e petto.

## Descrizione

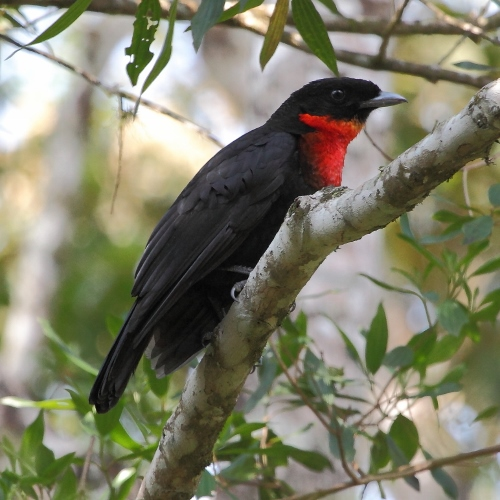
Femmina nello stato di San Paolo.

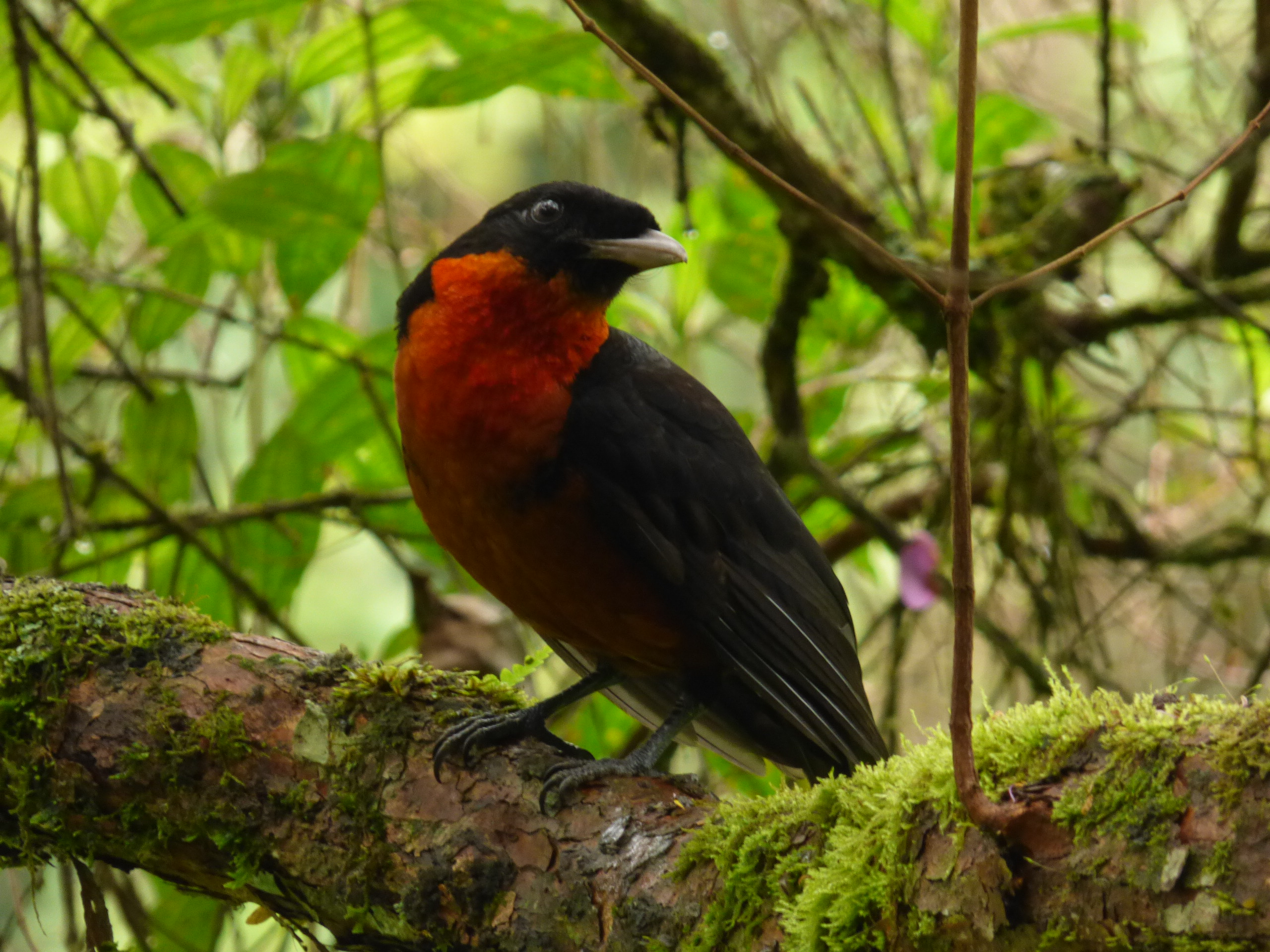
Maschio in Colombia.
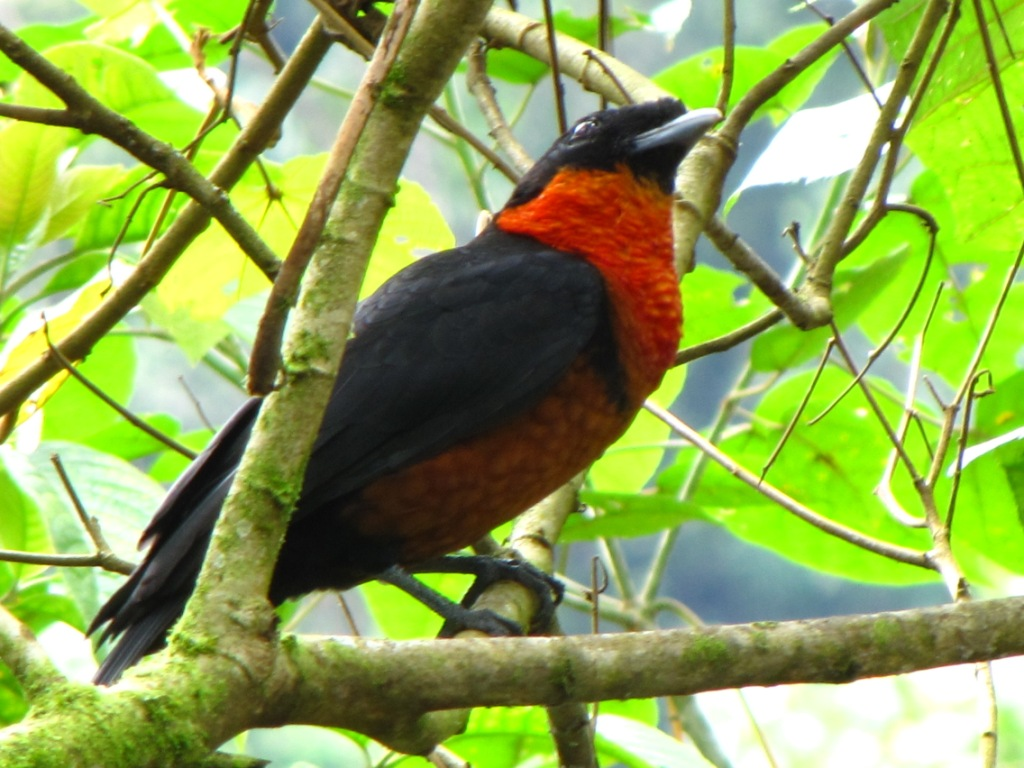
Esemplare sul fiume Otún.
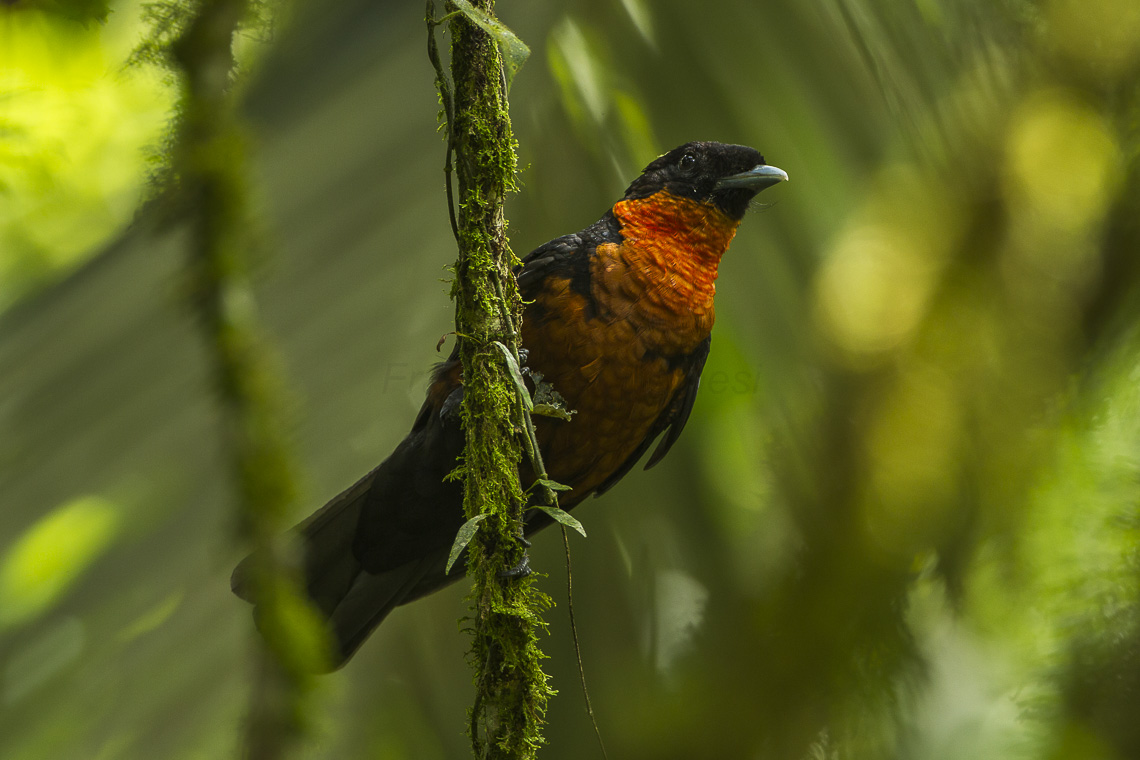
Esemplare in natura.

### Dimensioni
Misura 36–46 cm di lunghezza, per un peso di 300-390 g: le femmine, a parità d'età, sono più piccole e leggere anche di un quarto rispetto ai maschi, ed anche fra le varie sottospecie sussistono differenze di taglia.

### Aspetto
Si tratta di uccelli dall'aspetto robusto e massiccio, con testa arrotondata becco conico ma piuttosto tozzo, non eccessivamente somiglianti ai corvi, dei quali portano il nome.

Testa, dorso, ali, coda e ventre sono di colore nero, mentre gola e petto sono di colore rosso-arancio carico, con sfumature giallastre appena sotto il becco: l'intensità della colorazione del petto varia a seconda della sottospecie presa in considerazione, con alcune popolazioni che presentano colorazione arancio anche sul ventre. Il becco è bluastro, mentre le zampe sono nerastre e gli occhi sono bruni.

## Biologia
Si tratta di uccelli diurni e solitari, che passano la maggior parte della giornata nella canopia alla ricerca di cibo.

### Alimentazione

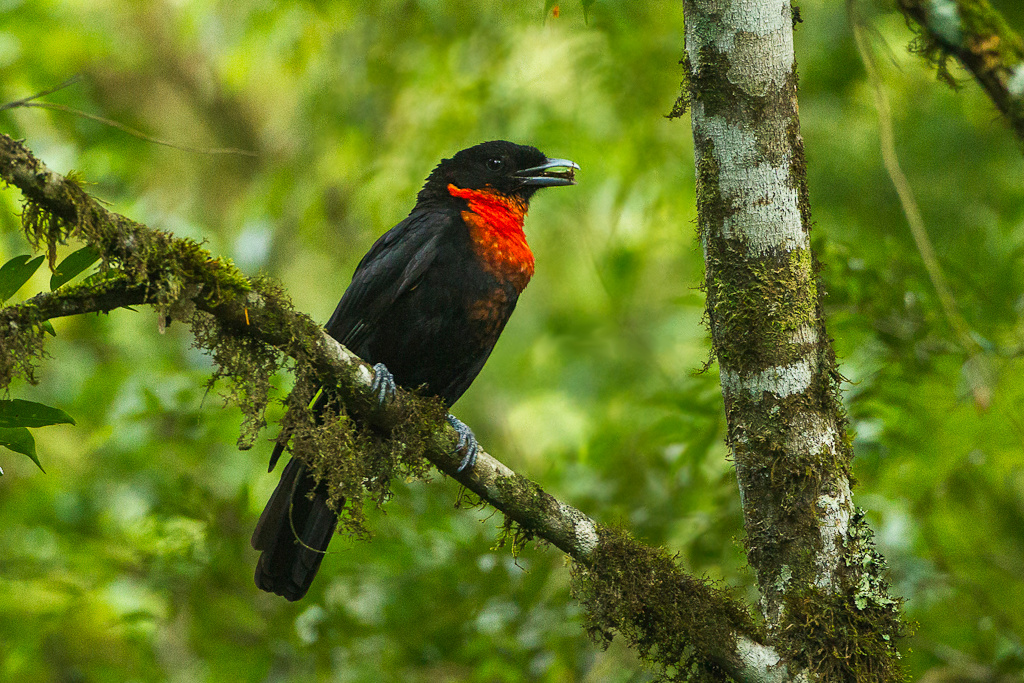
Un esemplare si nutre nello stato di San Paolo.

I corvi beccafrutta golarossa, come intuibile dal nome comune, hanno dieta essenzialmente frugivora, nutrendosi di una gran varietà di bacche e frutti: essi non disdegnano però di nutrirsi sporadicamente anche di insetti ed altri invertebrati.

### Riproduzione
Il periodo riproduttivo sembrerebbe cadere fra marzo e luglio: i maschi si riuniscono in lek su alberi vicini alla riva di un corso d'acqua, dove cercano di attrarre ed impressionare le femmine esibendosi in parate nuziali, che comprendono il gonfiaggio del petto per mettere in risalto la colorazione rossa e l'emissione di suoni profondi ripetuti due volte ed udibili a considerevole distanza.
Le femmine osservano più arene d'esibizione prima di scegliere con quale maschio accoppiarsi. Dopo l'accoppiamento, i due partner si perdono di vista, col maschio che continua ad esibirsi, cercando di attrarre altre femmine con le quali accoppiarsi, mentre la femmina si occupa della costruzione del nido, della cova e dell'allevamento della prole in completa solitudine.

Il nido viene costruito alla giunzione di un ramo col tronco, a un'altezza di 4–11 m dal suolo: esso è a forma di coppa e si compone principalmente di rametti e fibre vegetali intrecciate. Al suo interno, la femmina depone un singolo uovo, che viene covato per 21-23 giorni, al termine dei quali nasce un pulcino cieco ed implume: esso viene imbeccato con frutta e insetti, completa il piumaggio attorno alle tre settimane di vita, ma solo a due mesi dalla schiusa appare ben visibile la caratteristica colorazione rossiccia del petto.

## Distribuzione e habitat

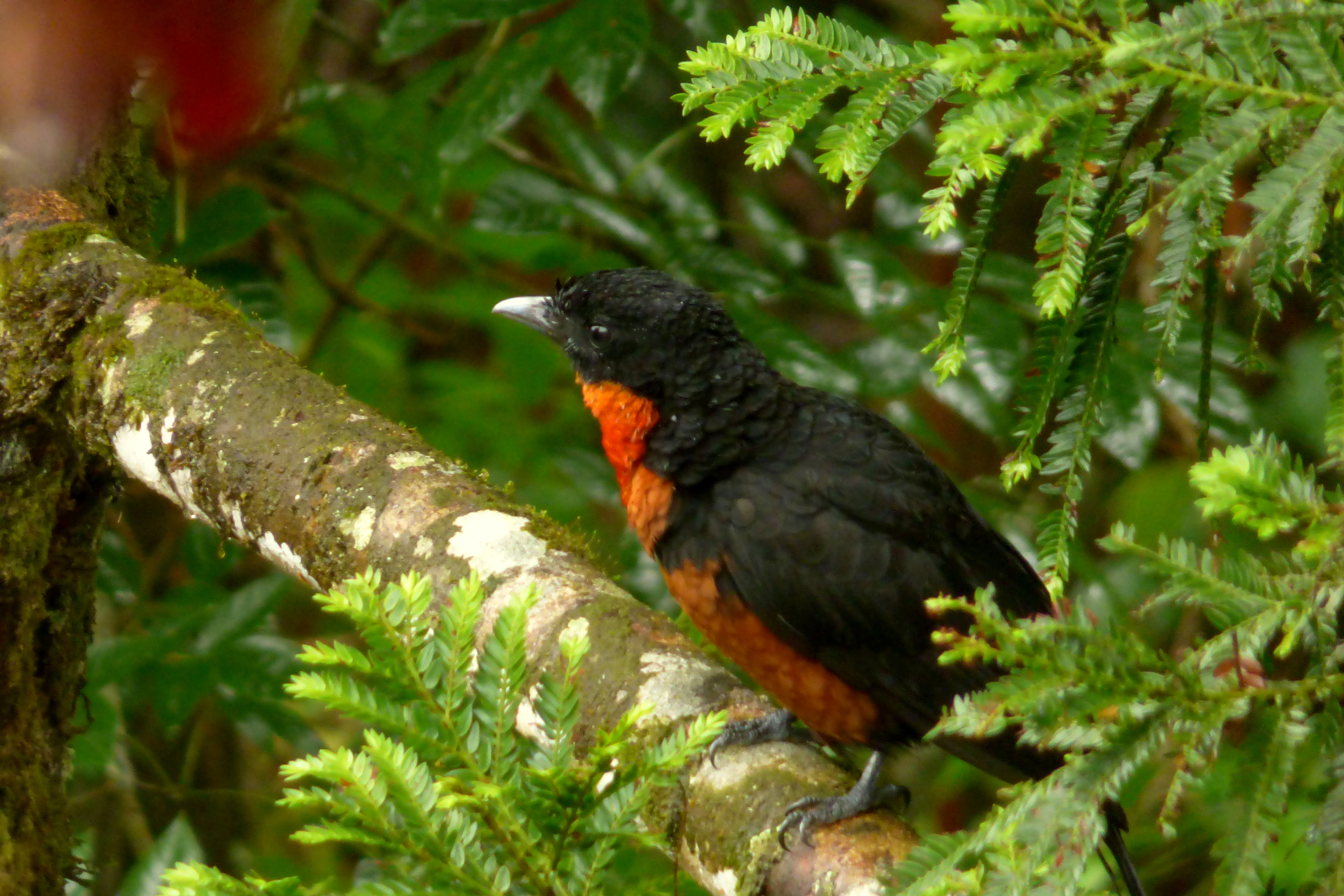
Esemplare in Colombia.

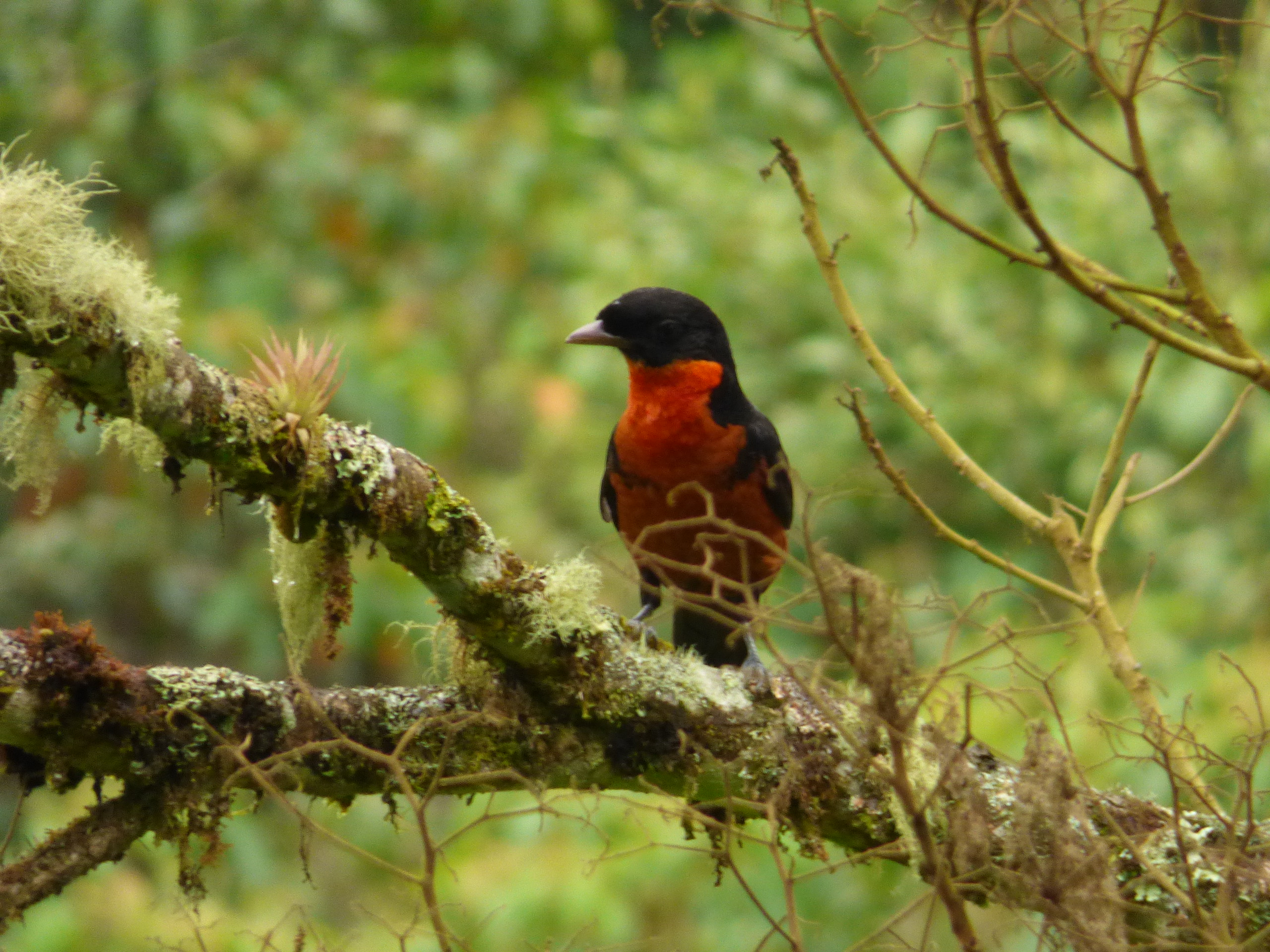
Esemplare su un albero in Colombia.

Il corvo beccafrutta golarossa presenta un caso di distribuzione disgiunta: lo si trova infatti nei Tepui a cavallo fra Venezuela e Guyana, lungo il versante orientale della cordigliera andina dalle Ande marittime al Perù centrale, e nella foresta atlantica a cavallo fra il sud-est del Brasile (Bahia e Goiás meridionale fino al Rio Grande do Sul), l'Argentina nord-orientale (provincia di Misiones) e Paraguay orientale.
L'habitat di questi uccelli è rappresentato dalle aree di foresta pluviale nei pressi di corsi d'acqua, con tendenza a preferire altitudini maggiori nella porzione occidentale dell'areale occupato dalla specie.

## Tassonomia
Se ne riconoscono cinque sottospecie:
- Pyroderus scutatus scutatus, la sottospecie nominale, diffusa nel sud-est dell'areale occupato dalla specie;
- Pyroderus scutatus granadensis (Lafresnaye, 1846), diffusa nella Sierra de Perijá;
- Pyroderus scutatus masoni Ridgway, 1886, diffusa in Perù  centro e nord-orientale
- Pyroderus scutatus occidentalis Chapman, 1914, diffusa fra Colombia centrale ed Ecuador nord-occidentale;
- Pyroderus scutatus orenocensis (Lafresnaye, 1846, diffusa a cavallo fra Venezuela e Guyana;

Le varie sottospecie presentano fra loro differenze di taglia e di colorazione, in particolare dell'area rosso-arancio della gola.